# Monomorium areniphilum
Monomorium areniphilum (лат.) — вид мелких муравьёв рода Monomorium из подсемейства мирмицин.

## Описание
Мелкие муравьи длиной около 3 мм. От близких видов отличается следующими признаками: фасеточные глаза состоят из 12—14 омматидиев в самом длинном ряду; метанотальная бороздка глубокая; постпетиоль с двумя или тремя парами волосков, направленных назад.
Усики с 3-члениковой булавой. Усиковые бороздки отсутствуют. Стебелёк между грудкой и брюшком состоит из двух члеников: петиолюса и постпетиолюса (последний четко отделен от брюшка), жало развито. Включён в состав видовой группы Monomorium salomonis species-group.

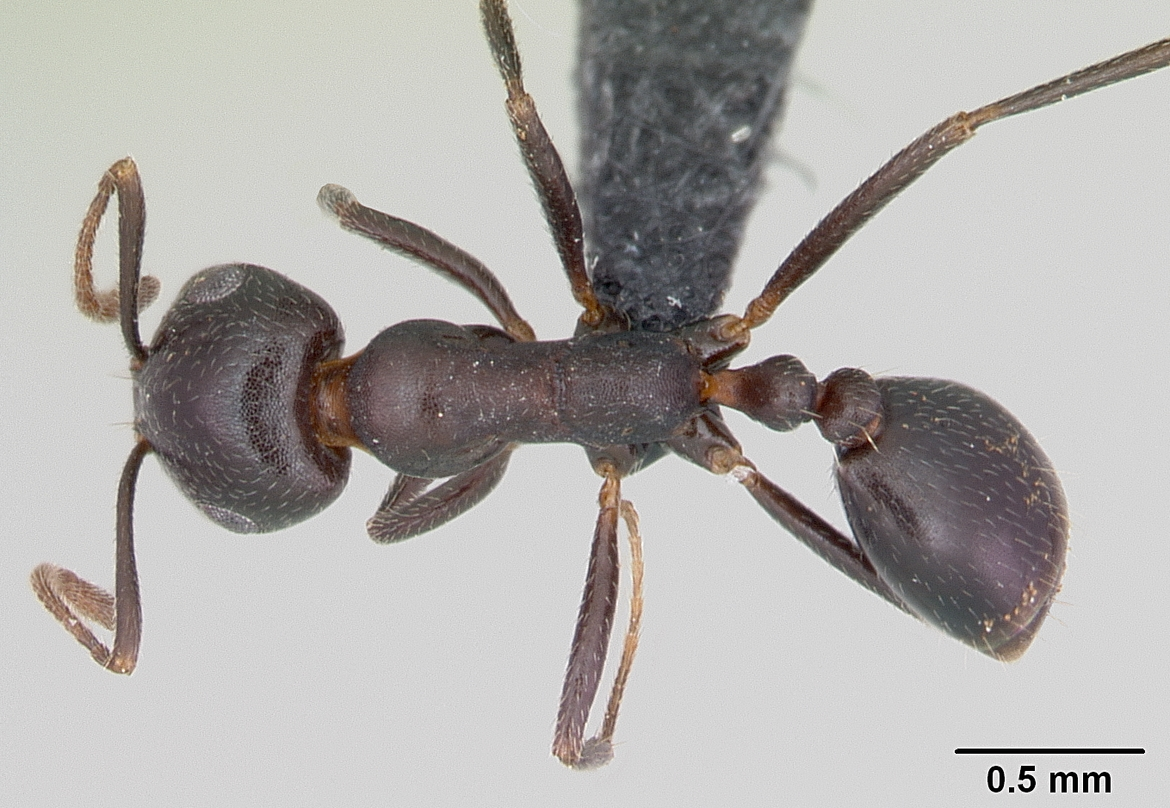
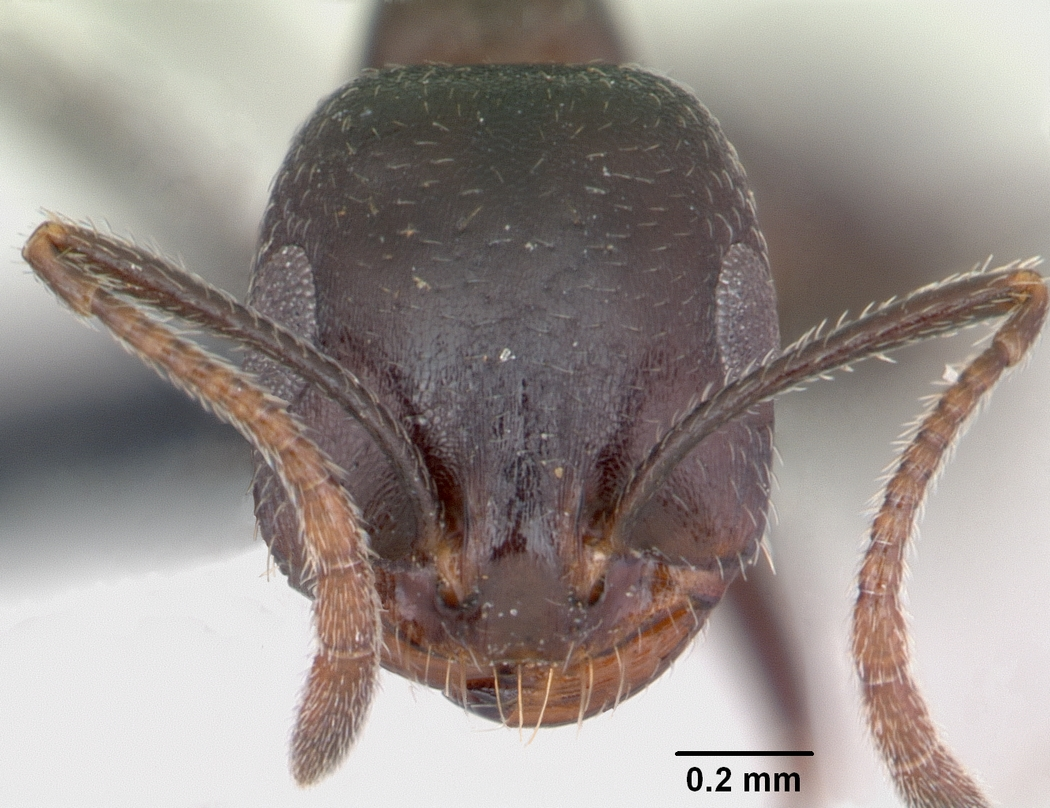

## Распространение
Северная Африка, Афротропика и Ближний Восток: Йемен, Кувейт, ОАЭ, Оман, Саудовская Аравия, Катар.